# 福利亞河
福利亞河（義大利語：Foglia），部分地区又称伊绍罗河（義大利語：Isauro），是意大利的河流，位於馬爾凱，河道全長90公里，平均流量每秒7立方米，發源自亞平寧山脈，最終在佩薩羅注入亞得里亞海。